# HSL (航空機)
HSL（ベル モデル61）
- 用途：対潜ヘリコプター
- 製造者：ベル・ヘリコプター
- 運用者： アメリカ合衆国（アメリカ海軍）
- 初飛行：1953年3月3日
- 生産数：53機（静止テスト用の1機を含む）
- 運用開始：1957年

ベル HSL （モデル61）（Bell HSL、Model 61）は、1950年代にベル・ヘリコプター社で製造されたアメリカ合衆国の対潜ヘリコプターである。同社で設計された機体としては唯一のタンデムローター形式であった。

## 設計と開発
1953年3月3日にアメリカ海軍の対潜ヘリコプターの要求仕様に応じた試作機のベル モデル61が初飛行を行った。1950年6月に競作の中からモデル61が選定され、評価のために3機のXHSL-1が発注された。モデル61は、長方形断面の胴体構造と4脚/6車輪の降着装置を有しており、胴体後部に搭載したプラット・アンド・ホイットニー R-2800 星型エンジンを動力源としていた。搭乗員は2名のパイロットと2名のソナー操作員であった。
調達に迅速性が求められたため、ベル社が3機のXHSL-1を受注したのとほぼ同時に遅いペースでの量産が命じられた。海軍は最終的にイギリス海軍向けの18機分を含む少なくとも160機分の契約を結んだ。米海軍航空局付与番号（Bureau Numbers）は合計234機分が割り当てられた。開発過程の問題のために契約の期日までのスケジュール進捗が遅れために、僅か50機のみしか生産されなかった。全機が納入されたが就役テスト後に機雷掃海手法の開発のために配備されたのは僅かに数える程度の機数であった。残りは納入されるとそのまま倉庫に納められ、そのまま保管された。

## 運用の歴史
HSLは作戦運用には使用されなかった。空中機雷掃海手法の開発のために約7機がパナマシティ (フロリダ州)の米海軍機雷掃海部隊（U.S. Naval Air Mine Defense Unit）へ配備され、1956年9月に最初の1機が到着し1960年初めまで使用された。

## 派生型
XHSL-1飛行テスト用の2機と静止テスト用の1機。
HSL-1量産型、50機製造。

## 運用
アメリカ合衆国
- アメリカ海軍

## 要目
(HSL-1)
- 乗員：4名
- 全長：11.96 m (29 ft 23⁄4in)
- 全高：4.42 m (14ft 6in)
- 主ローター直径：2 x 15.70 m (51 ft 6 in)
- 主ローター旋回面積：387.02 m2 (4,166 ft2)
- 最大離陸重量：9,072 kg (20,000 lb)
- 馬力重量比：0.09 hp/lb (150 W/kg)
- エンジン：1 × プラット・アンド・ホイットニー R-2800-50 星型エンジン、1,900 hp (1417 kW)
- 最高速度：185 km/h (115 mph)
- 巡航速度：153 km/h (95 mph)
- 航続距離：563 km (350 miles)